# Миланкович, Велько
Велько Миланкович (серб. Вељко Миланковић; 5 января 1955, Кремна — 14 февраля 1993, Белград) — югославский сербский военный деятель, в годы гражданской войны в Югославии командир сербского отряда специального назначения «Волки из Вучияка».

## Биография
До войны получил образование инженера. Ранее занимался частным предпринимательством. В 1991 году добровольцем вступил в вооружённые силы Республики Сербской Краины, официально принёс присягу 28 июня 1991. Проходил военное обучение под руководством Драгана Васильковича, по окончании обучения получил звание лейтенанта. Сформировал в своём краю отряд специального назначения «Волки из Вучияка», который отличился в ряде боёв на территории Хорватии и Боснии за сёла Модрич, Дервента, Ясеновац, Пакрац, Окучани и Босанскую и Книнскую Краины.
В августе 1991 года отряд Миланковича захватил Ясеновац, в бою за Брончицы он уничтожил 37 солдат хорватских и боснийских сил, захватив два танка M-84, БТР, а также огромное количество стрелкового оружия и боеприпасов. В конце февраля 1992 года в битве за деревню Смртич в Западной Славонии Миланкович был ранен и отправлен в Баня-Луку, где его прооперировали и отправили в Военно-медицинскую академию Белграда на лечение. Велько внёс значительный, хотя и не решающий вклад во время выполнения операции «Коридор» 1992 года: с гипсом на ноге он лично вёл свои войска на прорыв хорватского кольца окружения, участвуя в боях за Добар-Куле (1 июля, Биели-Брд, Якеш, Чардак, Цер, Модрич (26 июня) и Оджак (12 июля).
Отряд Велько Миланковича был известен боевым кличем «Нож на винтовку» (серб. Нож на пушке), когда его солдаты шли в рукопашную схватку с противником. Так, при помощи штыковой атаки была взята гора Якеш, тяжело укреплённая и хорошо защищённая войсками противника, однако её взятие стоило жизни девяти солдатам.
4 февраля 1993 года Велько Миланкович в битве за Кашич получил ранение правой стороны груди после разрыва артиллерийского снаряда. Его госпитализировали в Белград, однако 14 февраля он скончался от потери крови. Похоронен три дня спустя в родном селе. Посмертно кавалер ордена Милоша Обилича (указ от 23 июня 1993).